# 빅 베어
《빅 베어》(Grizzly Falls)는 영국에서 제작된 스튜어트 래필 감독의 1999년  영화이다. 하든 심슨 등이 주연으로 출연하였고 알랜 스콧 등이 제작에 참여하였다.

## 출연

### 주연
- 하든 심슨
- 브라이언 브라운
- 톰 잭슨

### 조연
- 올리버 토비아스
- 리처드 해리스
- 대니얼 클락

## 기타
- Line PD: 제시카 다니엘
- 의상: 민다 존슨

## 같이 보기
- 베어 (1988년 영화)